# جامعة كلارك أتلانتا
جامعة كلارك أتلانتا (تُعرف اختصارًا بـ CAU) هي جامعة ميثودية خاصة تاريخياً للأبحاث السوداء في أتلانتا، جورجيا. جامعة كلارك أتلانتا هي أول جامعة في جنوب الولايات المتحدة. تأسست في 19 سبتمبر 1865 باسم جامعة أتلانتا، وتم دمجها مع كلية كلارك (تأسست عام 1869) لتشكيل جامعة كلارك أتلانتا في عام 1988. وهي مصنفة ضمن «R2: جامعات ذات نشاط بحثي عالي».

## التاريخ
بعد ثلاثة أشهر بالضبط من نهاية الحرب الأهلية، تأسست جامعة أتلانتا - الآن جامعة كلارك أتلانتا - في 19 سبتمبر 1865، كأول جامعة في جنوب الولايات المتحدة. كانت جامعة أتلانتا أول مؤسسة دراسات عليا في البلاد تمنح درجات للأمريكيين الأفارقة في البلاد وأول من يمنح درجات البكالوريوس للأميركيين الأفارقة في الجنوب؛ كانت كلية كلارك (1869) أول كلية فنون ليبرالية في البلاد لمدة أربع سنوات لخدمة الطلاب الأمريكيين من أصل أفريقي. تم توحيد الاثنين في عام 1988 لتشكيل جامعة كلارك أتلانتا.

### جامعة أتلانتا
في مدينة أتلانتا، بينما كانت الحرب الأهلية جارية على قدم وساق، قام اثنان من العبيد الأمريكيين من أصل أفريقي المتعلمين، وهما جيمس تيت، وجرانديسون بي دانيلز في عام 1862 بتأسيس أول مدرسة في أتلانتا للأطفال الأمريكيين من أصل أفريقي في زاوية شارع كورتلاند وجينكينز. في مبنى الكنيسة القديم للكنيسة المعمدانية الصداقة، المنزل الأصلي للكنيسة المعمدانية الأولى. العبيد السابقون تيت ودانيالز جنبًا إلى جنب مع 25 كنيسة الصداقة المعمدانية التي أسسها العبيد السابقون، وهي أول تجمع معمداني أسود مستقل. بدأوا في عقد دروس في مبنى الكنيسة القديم الذي تم بناؤه عام 1848. تعرض المبنى لأضرار بالغة خلال حصار أتلانتا في عام 1864. أصبحت المدرسة فيما بعد جامعة أتلانتا في سبتمبر 1865. عندما وصل المبشر الأبيض القس فريدريك آير، مع زوجته، إلى أتلانتا في نوفمبر 1865 تحت رعاية الجمعية التبشيرية الأمريكية، اشترت كنيسة آما عربة بوكس مقابل 310 دولارات في تشاتانوغا، تينيسي، وأرسلتها إلى الصداقة من قبل نينث ستريت بابتيست كنيسة سينسيناتي، أوهايو. خدمت المساحة المتواضعة لعربة بوكسار غرضين: مساحة تعليمية جديدة لجامعة أتلانتا ومساحة اجتماعات لتجمع كنيسة الصداقة. نقل تيت ودانيالز مسؤولياتهما بسهولة إلى آير الذي كان أفضل استعدادًا لقيادة الجهود التعليمية في عام 1865.
تأسست جامعة أتلانتا في 19 سبتمبر 1865، قبل اثنين من العبيد السابقين، جيمس تيت وجراندسون دانيلز. بعد ذلك بعامين، تم تعيين إدموند آسا وير من جمعية التبشير الأمريكية كأول رئيس؛ تأسست جامعة أتلانتا عام 1867 بمساعدة أوليفر أوتيس هوارد من مكتب فريدمان. كما عين ويليام جيه وايت وكيلًا تعليميًا لمكتب فريدمان في 12 يناير 1867. كان ويليام جيه وايت هو الأخ غير الشقيق للمؤسس جيمس تيت وكان المؤسس المشارك لمعهد أوغوستا في عام 1867، والذي سيصبح كلية مورهاوس. شغل منصب أمين جامعة أتلانتا عام 1869. جامعة أتلانتا - الآن جامعة كلارك أتلانتا - هي أول جامعة في جنوب الولايات المتحدة. وأقدم مؤسسة دراسات عليا في البلاد تخدم في الغالب هيئة طلابية أمريكية إفريقية. إنها أول جامعة تمنح درجة البكالوريوس الأولى في الجنوب. جامعة أتلانتا مستأجرة في 17 أكتوبر 1867، عرضت تعليمات أولى في المستوى ما بعد الثانوي 1869؛ أول دفعة 1873، (مدرسة عادية لمعلمي المستقبل بما في ذلك النساء)؛ ومنحت أول ست درجات البكالوريوس في يونيو 1876. كانت جامعة أتلانتا أول من قبل النساء، وأول جامعة لديها مهجع للنساء، تم بناء نورث هال في عام 1869. حصلت امرأة على درجة البكالوريوس من جامعة أتلانتا بين عامي 1876 و1895. حصلت سبع نساء على درجة البكالوريوس من جامعة أتلانتا بين عامي 1895 - 1900. منحت جامعة أتلانتا درجات البكالوريوس لمدة 53 عامًا (1876-1929) قبل أن تقدم حصريًا درجات الدراسات العليا.
يُظهر كتالوج عام 1912 أن جامعة أتلانتا كانت بها ثلاثة أقسام - الكلية والمدرسة العادية، ولكل منها قسم تحضيري. كان عدد الطلاب المسجلين في ذلك العام 403-40 طالبًا جامعيًا، و 62 طالبًا عاديًا، و 115 طالبًا في المدرسة الثانوية في برنامج الإعداد للكلية و 183 طالبًا في المدرسة الثانوية في البرنامج العادي. في ذلك الوقت، كان نصف خريجي جامعة أتلانتا يعملون في التدريس. مجموعة من الكليات السوداء الصغيرة في أتلانتا-أتلانتا، ومورهاوس، وسبيلمان، وكلارك، وموريس براون، وجامون - تحرس كل منها استقلالها ولكن كل منها تعتمد على العمل الخيري الشمالي. بحلول نهاية الحرب العالمية الأولى، كان المحسنون الشماليون يطالبون بعمليات اندماج لتحسين جودة التعليم. شهد عام 1929 إنشاء انتساب لجامعة أتلانتا حيث أخذت جامعة أتلانتا دورًا جديدًا كمدرسة للدراسات العليا، مع مورهاوس وسبيلمان ككليات جامعية. قبل الحرب العالمية الثانية، جاء الانتساب ليشمل كليات السود الأخرى في أتلانتا. بحلول عام 1988، اندمجت جامعة أتلانتا مع كلية كلارك، لتصبح جامعة كلارك أتلانتا في 1 يوليو 1988.
نورث هول - الآن جاينز هول (كلية موريس براون) بدأت جامعة أتلانتا في ويست ميتشل، على بعد حوالي ميل من وسط مدينة أتلانتا. بني في عام 1869 من قبل المهندس المعماري ويليام باركنز، نورث هول - الآن غاينز هول هي أول مهجع للإناث في الحرم الجامعي لمدرسة مختلطة في الولايات المتحدة. وقف جاينز هول كمبنى أصلي لجامعة أتلانتا. وبعد مرور عام، تم افتتاح القاعة الجنوبية للبنين. أضيفت أجنحة إلى كل منهما عام 1871 و 1880. في عام 1882 افتتحت ستون هال كمبنى رئيسي يحتوي على الكنيسة الصغيرة وقاعات المحاضرات وغرف التلاوة والمختبرات والمكاتب الإدارية. بحلول عام 1905، تمت إضافة أربعة مبانٍ دائمة أخرى، بما في ذلك مكتبة كارنيجي. القاعة الشمالية هي المبنى الأوسط المحاط بالقاعة الجنوبية (على اليسار) والقاعة الشمالية. تم هدم ساوث هول في وقت لاحق من قبل كلية موريس براون. هدد حريق منتصف أغسطس/آب 2015 بهدم المبنى بالكامل. في أكتوبر 2017، أعاد حكم محكمة العقار إلى جامعة كلارك أتلانتا. ستانلي بريتشيت، الرئيس السابق لموريس براون، يعرض صورة لطلاب جامعة أتلانتا التقطت في حرم موريس براون الآن.
ستون هال - الآن فاونتين هال (موريس براون كوليج) تم تشييده في عام 1882 على قمة دياموند هيل في حرم موريس براون كوليج، يعد فاونتين هال أحد الهياكل السابقة للموقع الأصلي لجامعة أتلانتا. تاريخياً، تعتبر فاونتين هال مهمة للمدينة والولاية والأمة لدورها في توفير التعليم العالي للسود في هذا البلد. لهذا السبب أصبحت فاونتين هال معلما تاريخيا وطنيا في عام 1975. من الناحية المعمارية، يعد هذا المبنى مهمًا كعمل لشركة جي إل نورمان. كان هذا المهندس المعماري في أتلانتا نشطًا خلال أواخر القرن التاسع عشر وأوائل القرن العشرين، لكن القليل من أعماله نجا. يعد الهيكل المكون من ثلاثة طوابق من الطوب الأحمر أيضًا مثالًا ممتازًا على الطراز الفيكتوري العالي، وبرج الساعة به مشهد نادر في أتلانتا. على مدى 138 عامًا. التاريخ، كانت فاونتين هال بمثابة موقع للمكاتب الإدارية، بالإضافة إلى عدد من الأنشطة الجامعية الأخرى، مما ساهم بشكل كبير في النسيج الثقافي للمدينة من خلال تعليم مواطنيها.
منذ إنشائها في عام 1882 حتى عام 1929، عملت فاونتين هال بشكل أساسي كمبنى إداري لجامعة أتلانتا، على الرغم من احتوائها على كنيسة صغيرة ومكتبة وغرف تلاوة ومختبرات خلال فترات مختلفة من تاريخها. وقد خدمت بنفس السعة في كلية موريس براون لسنوات عديدة. يحتوي الهيكل حاليًا على مكاتب ومصلى واستوديوهات فنية ومعرض. كانت فاونتين هال مكانًا للتجمع ومركزًا للنشاط في العملية التعليمية للعديد من الأمريكيين السود في الغالب الملتحقين بالجامعة والكلية منذ بنائها. نظرًا لموقع المبنى، يمكن رؤية فاونتين هال من مسافة ما، وقد خدم لفترة طويلة كمعلم مثير للإعجاب ومميز لمركز جامعة أتلانتا التاريخي.
في أوائل الثلاثينيات من القرن الماضي، كانت كلية موريس براون تعاني من مشاكل مالية واضطرت للتخلي عن ممتلكاتها في هيوستن وبوليفارد. منذ انضمامها إلى سبيلمان ومورهاوس، لم تعد جامعة أتلانتا تستخدم العديد من مبانيها الأصلية. لذلك في عام 1932، تفاوض الأسقف و.فاونتين، رئيس الكلية السابق ثم رئيس مجلس الأمناء، وابنه، و. المباني الشاغرة في الحرم الجامعي القديم. بعد ذلك، أصبحت ستون هال تُعرف باسم فاونتين هال، التي سميت على اسم الأسقف ويليام فاونتين. في عام 1929، أصدرت الكلية صك المباني، وأنشأت منزلًا دائمًا لكلية موريس براون.
تم نقل حرم جامعة أتلانتا إلى موقعه الحالي، وظهر التنظيم الحديث لمركز جامعة أتلانتا، مع انضمام كلية كلارك، وكلية موريس براون، والمركز اللاهوتي بين الطوائف لاحقًا. تتضمن قصة جامعة أتلانتا على مدار العشرين عامًا القادمة بدءًا من عام 1930 العديد من التطورات المهمة. تأسست كليات الدراسات العليا لعلوم المكتبات والتعليم وإدارة الأعمال في أعوام 1941 و 1944 و 1946 على التوالي. تخلت مدرسة أتلانتا للعمل الاجتماعي، التي ارتبطت منذ فترة طويلة بالجامعة، عن ميثاقها في عام 1947 لتصبح جزءًا لا يتجزأ من الجامعة. في عام 1957، صادقت المجالس المسيطرة على المؤسسات الست (جامعة أتلانتا؛ كلارك، مورهاوس، موريس براون وكليات سبيلمان؛ ومدرسة جامون اللاهوتية) على مواد انتساب جديدة. أنشأ العقد الجديد مركز جامعة أتلانتا. امتد تأثير جامعة أتلانتا من خلال المجلات والمنظمات المهنية، بما في ذلك فيلون، ومن خلال عمل الدكتور دو بويز، عضو المركز.
تكمن أهمية مركز جامعة أتلانتا في جودة قادتها وأعضاء هيئة التدريس وخريجيها. كان إدموند آسا وير هو الأب الروحي والفكري لجامعة أتلانتا. لقد أثر تفانيه في التميز الأكاديمي ورفضه الدونية العرقية على الكليات السوداء الأخرى والتعليم الأمريكي بشكل عام. يُشار إلى جون هوب، الرئيس السابق لمورهاوس وأول رئيس أسود لجامعة أتلانتا، في كل تاريخ للتعليم الأمريكي خلال النصف الأول من هذا القرن. أشهر أعضاء هيئة التدريس بجامعة أتلانتا (1897-1910) كان ويب ديبوا، الذي بدأ دراسات أتلانتا حول علم الاجتماع الزنجي وأصبح فيما بعد مدير المنشورات لـ NAACP. تأسَّس معمل أتلانتا الاجتماعي المؤثر في جامعة أتلانتا عام 1895.

### كلية كلارك
تأسست كلية كلارك في عام 1869 من قبل الكنيسة الميثودية الأسقفية، والتي أصبحت فيما بعد الكنيسة الميثودية المتحدة كأول كلية فنون ليبرالية في البلاد لمدة أربع سنوات لخدمة الطلاب الأمريكيين من أصل أفريقي بشكل أساسي. كانت تسمى في الأصل جامعة كلارك، وقد تم تأسيسها وتأسيسها في عام 1877 ؛ قدم التعليم لأول مرة في المستوى ما بعد الثانوي في عام 1879، حصل على درجته الأولى (البكالوريا) عام 1880 وأصبحت كلية كلارك عام 1940. تم تسميته على اسم الأسقف ديفيس واسغات كلارك، الذي كان أول رئيس لجمعية مساعدة فريدمان وأصبح أسقفًا في عام 1864. غرفة مؤثثة بشكل ضئيل في كلارك شابيل، وهي كنيسة أسقفية ميثودية في قسم سامرهيل في أتلانتا، تضم أول فصل في كلارك كوليج. في عام 1871، انتقلت المدرسة إلى موقع جديد في مبنى وايت هال وماكدانيال ستريت الذي تم شراؤه حديثًا. في عام 1877، تم اعتماد المدرسة باسم جامعة كلارك.
تصور أحد المحسنين الأوائل، الأسقف جيلبرت هافن، كلارك على أنها «جامعة» لجميع المدارس الميثودية التي تأسست لتعليم المحررين. بعد أن غيرت المدرسة مواقعها عدة مرات، كان للأسقف هافن، الذي خلف الأسقف كلارك، دورًا أساسيًا في الحصول على 450 أكر (1.8 كـم2) في جنوب أتلانتا، حيث منحت المدرسة عام 1880 الدرجة الأولى. في عام 1883، أنشأ كلارك قسمًا لاهوتيًا باسم الدكتور إيليا إتش جامون. في عام 1888 أصبحت مدرسة جامون اللاهوتية مدرسة لاهوتية مستقلة وهي حاليًا جزء من المركز اللاهوتي بين الطوائف. اندمجت كلية كلارك مع جامعة أتلانتا في 1 يوليو 1988 لتشكيل جامعة كلارك أتلانتا.

### الإحسان
في عام 2020، تبرعت ماكنزي سكوت بمبلغ 15 مليون دولار لجامعة كلارك أتلانتا. تبرعها هو أكبر هدية فردية في تاريخ المؤسسة.

## حرم الجامعة

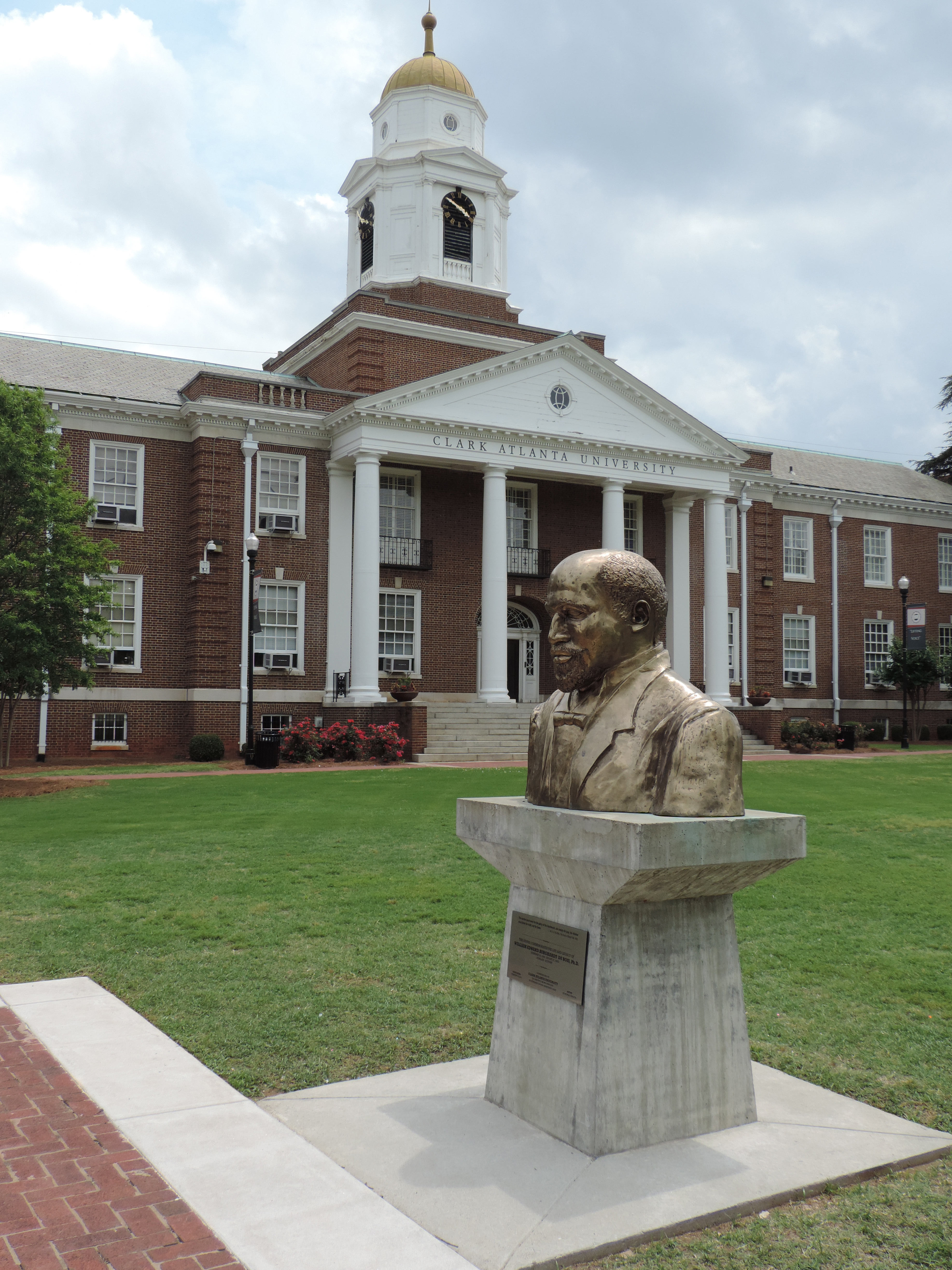
تمثال نصفي لويب ديبوا بواسطة أيوكانكل أوديليي في جامعة كلارك أتلانتا

يضم الحرم الجامعي الرئيسي لجامعة كلارك أتلانتا 37 مبنى (بما في ذلك متحف للفنون) على 126 أكر (0.5 كـم2) وهو 1.5 ميل (2.4 كـم) جنوب غرب وسط مدينة أتلانتا.

### المرافق السكنية
- قاعة فايفر
- هولمز هول
- قاعة ميرنر
- بيكويث هول
- تراث كومونز
- أجنحة الجامعة الشرقية/الغربية
- شقق سكنية - تسمى الآن «قاعة جيمس بي براولي» عندما تم هدم قاعة جيمس بي براولي الأصلية في عام 2007

يجب على جميع الطلاب الجامعيين الذين تقل أعمارهم عن 58 ساعة معتمدة العيش في الحرم الجامعي.

## أكاديميون
تقدم كلارك أتلانتا درجات البكالوريوس والدراسات العليا من خلال المدارس التالية:
- كلية الآداب والعلوم
- كلية إدارة الأعمال
- مدرسة التربية
- مدرسة الخدمة الاجتماعية

تعتبر كلارك أتلانتا أكثر المؤسسات شمولاً في مركز جامعة أتلانتا وتقدم أكثر من 40 درجة في مستويات البكالوريوس والماجستير والدكتوراه.
برنامج إيزابيلَّا جينكينز هونرز (بالإنجليزية: Isabella T. Jenkins Honors) هو برنامج أكاديمي انتقائي تم إنشاؤه لتوفير مجتمع متماسك ومحفز بشكل فريد للطلاب الجامعيين المتفوقين في كلارك أتلانتا. يتمُّ تصنيف كلارك أتلانتا سنويًا في قائمة «أفضل الكليات والجامعات» الشهرية بواشنطن، كما صنفت على الدوام أفضل 20 جامعة من قبل ريو إس نيوز آند وورد ريبورت (بالإنجليزية: US News & World Report) (رقم 13).
يصنف برنامج الخريجين للعمل الاجتماعي في كلارك أتلانتا باستمرار من بين أفضل 100 في الدولة من قبل يو إس نيوز وورلد ريبورت (بالإنجليزية: US News & World Report). أنتج مركز كلارك أتلانتا للقياسات النانوية الوظيفية (CFNM) عددًا من درجات الدكتوراه السوداء في علوم النانو أكثر من أي جامعة في الأمة.

## الحياة الطلابية

### جسم الطالب
سنويًا ما بين 30 و40 ٪ من الطلاب هم من سكان جورجيا، بينما يأتي الباقي من خارج جورجيا. حوالي 25٪ من الطلاب هم من الذكور و 75٪ من الإناث. في عام 2018، تم تحديد 89 ٪ من الطلاب على أنهم أمريكيون من أصل أفريقي/أسود، وتم تحديد 7 ٪ على أنهم آخرون/غير معروفين، و4 ٪ تم تحديدهم على أنهم دوليون.

### تجربة الجامعة
يُطلب من جميع الطلاب الجامعيين الجدد حضور «تجربة الجامعة»، وهي خمسة أيام من الأحداث المنظمة لمساعدتهم على التعرف بشكل أفضل على تراث جامعة كلارك أتلانتا وتقاليدها وثقافتها ومجتمعها. الحدث الأبرز المقرر هو الحفل التعريفي الرسمي حيث يتم تعيين الطلاب الجامعيين الجدد رسميًا كجامعة أتلانتا بانثرز. يقود "CAU Experience" في الغالب قادة طلاب متحمسون ومدربون معروفون باسم "OGs" وهو اختصار للعبارة الإنجليزيّة Orientation Guides.

### ألعاب القوى
تتنافس جامعة كلارك أتلانتا، المعروفة رياضيًا باسم الفهود، في المؤتمر الجنوبي بين الكليات الرياضي (SIAC) التابع للجمعية الوطنية لألعاب القوى (NCAA)، القسم الثاني. تشمل الرياضات الرجالية البيسبول وكرة السلة وعبر الضاحية وكرة القدم وألعاب المضمار والميدان. بينما تشمل الرياضات النسائية كرة السلة وكرة المضرب والكرة اللينة والتنس وألعاب المضمار والميدان والكرة الطائرة.

### الفرقة المسيرة
تُعرف فرقة مسيرة الجامعة باسم فرقة مايتي مارشينج بانثر. «الجوهر» هو خط الرقص المميز مع الفرقة المسيرة. ظهرت الفرقة في فيلم دراملين عام 2002.

### الأخويات والجمعيات النسائية الوطنية
جميع منظمات المجلس الوطني اليوناني التسعة لديها فصول تم إ نشاؤها في جامعة كلارك أتلانتا. تشمل منظمات الرسائل اليونانية الأخرى المسجلة في الحرم الجامعي: Sigma Alpha Iota وGamma Sigma Sigma وKappa Kappa Psi وPhi Mu Alpha Sinfonia وTau Beta Sigma وGamma Phi Delta.

#### المجلس الوطني اليوناني
حوالي 2 في المائة من الرجال الجامعيين وثلاثة في المائة من النساء الجامعيات ناشطات في المجلس الوطني اليوناني التابع للجامعة.
| منظمة           | الفصل             | تاريخ التأسيس  | الحالة  | ملحوظات                                           |
| --------------- | ----------------- | -------------- | ------- | ------------------------------------------------- |
| ألفا فاي ألفا   | ألفا فاي (ΑΦ)     | 28 يناير 1927  | نشيط    | خمس مرات الفصل الدولي من السنة                    |
| ألفا كابا ألفا  | ألفا باي (ΑΠ)     | 21 مايو 1930   | نشيط    | أول فصل جامعي مستأجر في منطقة جنوب المحيط الأطلسي |
| كابا ألفا بسي   | جاما كابا (ΓΚ)    | 23 نوفمبر 1948 | غير نشط | يخضع هذا الفصل لأمر "الإيقاف والكف" الإجباري      |
| أوميغا بسي فاي  | بيتا بسي (ΒΨ)     | 22 ديسمبر 1923 | نشيط    | أول أخوة مستأجرة في حرم كلية كلارك                |
| دلتا سيجما ثيتا | سيجما (Σ)         | 6 مايو 1931    | نشيط    | أول وأقدم فصل في الجنوب                           |
| فاي بيتا سيجما  | بسي (Ψ)           | 27 ديسمبر 1935 | نشيط    |                                                   |
| زيتا فاي بيتا   | بسي (Ψ)           | 17 يناير 1931  | نشيط    |                                                   |
| سيجما جاما رو   | فاي (Φ)           | 1937           | نشيط    |                                                   |
| إيوتا فاي ثيتا  | إبسيلون بيتا (ΕΒ) | 2000           | نشيط    |                                                   |

### وسائل الإعلام الطلابية

#### جامعة أتلانتا بانثر
جامعة أتلانتا بانثر (بالإنجليزية: The CAU Panther) هي الصحيفة الطلابية.

#### جامعة أتلانتا-تي في
جامعة أتلانتا تي في (بالإنجليزية: CAU-TV) هي قناة وصول عامة مرخصة من كومكاست للجامعة.

#### جامعة أتلانتا تو
جامعة أتلانتا تو (بالإنجليزية: WSTU) هي محطة راديو الإنترنت التي يديرها الطلاب.

#### WCLK
تدير CAU محطة WCLK (91.9 FM)، وهي محطة راديو الجاز الوحيدة في أتلانتا وواحدة من أطول محطات الراديو في العالم.

## خريجون متميّزون
هذه قائمة بالخريجين البارزين والتي تشمل الخريجين والطلاب السابقين غير الخريجين والطلاب الحاليين في جامعة أتلانتا وكلية كلارك وجامعة كلارك و/أو جامعة كلارك أتلانتا. لا يشمل الأشخاص البارزين الآخرين الذين ربما التحقوا بجامعة كلارك أتلانتا كطلاب مسجلين (لا يتم منح الائتمان كخريج إلى جامعة كلارك أتلانتا، مما أثار الجدل حول سياسات التسجيل المتقاطع بالمدرسة).

## روابط خارجية
- الموقع الرسمي
- "Digital Collections: Atlanta University Photographs". RADAR. Atlanta University Center Robert W. Woodruff Library. مؤرشف من الأصل في 2023-04-13.
- "Digital Collections: Clark College and Clark Atlanta University Photographs". RADAR. Atlanta University Center Robert W. Woodruff Library. مؤرشف من الأصل في 2023-04-13.
- "Digital Collections: Yearbooks of Clark College and Clark Atlanta University". RADAR. Atlanta University Center Robert W. Woodruff Library. مؤرشف من الأصل في 2023-04-13.
- "Digital Collections: The Clark Atlanta University Panther (student newspaper)". RADAR. Atlanta University Center Robert W. Woodruff Library. مؤرشف من الأصل في 2023-04-13.
- "Digital Collections: The Atlanta University Bulletin (newsletter)". RADAR. Atlanta University Center Robert W. Woodruff Library. مؤرشف من الأصل في 2023-04-13.